# Língua totonaca de Papantla
A língua totonaca de Papantla (endônimo: lichiwin tutunaku, pronúncia: [liːt͡ʃiwiːn tutuˈnaku]), também conhecida como lowland totonac ou totonaco de la costa, é uma língua mesoamericana variante do totonaco, falada nas proximidades da cidade de Papantla, ao norte do estado de Veracruz, no México. Pertence à família totonacana e é reconhecida como uma das línguas oficiais do México. Atualmente, se encontra em situação vulnerável, possuindo cerca de 80.000 falantes.
O totonaco de Papantla utiliza o alfabeto latino, com estudos linguísticos documentados desde o século XVI, porém não apresenta uma predominância de tradição literária. Assim como a maioria das línguas indígenas no México, o totonaco de Papantla está sendo substituído gradualmente pelo espanhol dentro das comunidades. Contudo, ainda existem falantes que o possuem como primeira língua.

## Etimologia
Há uma divergência acerca da origem do nome dessa língua. Alguns autores defendem que totonaco significa “três corações”, derivado da palavra tutunaku usada pelos próprios falantes para denominar a língua, que por sua vez é a junção de tutu (três) e naku (coração) na variante de Papantla. Acredita-se que esse nome representa os três principais centros arqueológicos de Totonacapan, região onde os totonacas se desenvolveram: El Tajín, Cempoala e Yohualichan.
Outros autores consideram que totonaco é uma derivação do náuatle, da forma verbal tona, que significa “faz calor” ou “faz sol”, com uma duplicação da raiz para marcar intensidade. Com isso, totonaco seria uma alusão aos que vivem na costa tropical e assim são chamados de “os da terra quente”.
Ademais, em lichiwin tutunaku, como é autodenominado o totonaco de Papantla, lichiwin é uma palavra que expressa o conceito de “língua ou idioma”. Portanto, significa literalmente “língua totonaca”.

## Distribuição

### Distribuição geográfica
O totonaco de Papantla é falado apenas no México, ao longo da costa do Golfo, em parte do estado de Veracruz. A maior concentração de falantes se dá na cidade de Papantla e seus arredores, mas quantitativos menores se encontram pelas cidades de El Escolín, Cazones, El Tajín, Espinal e entre outros.

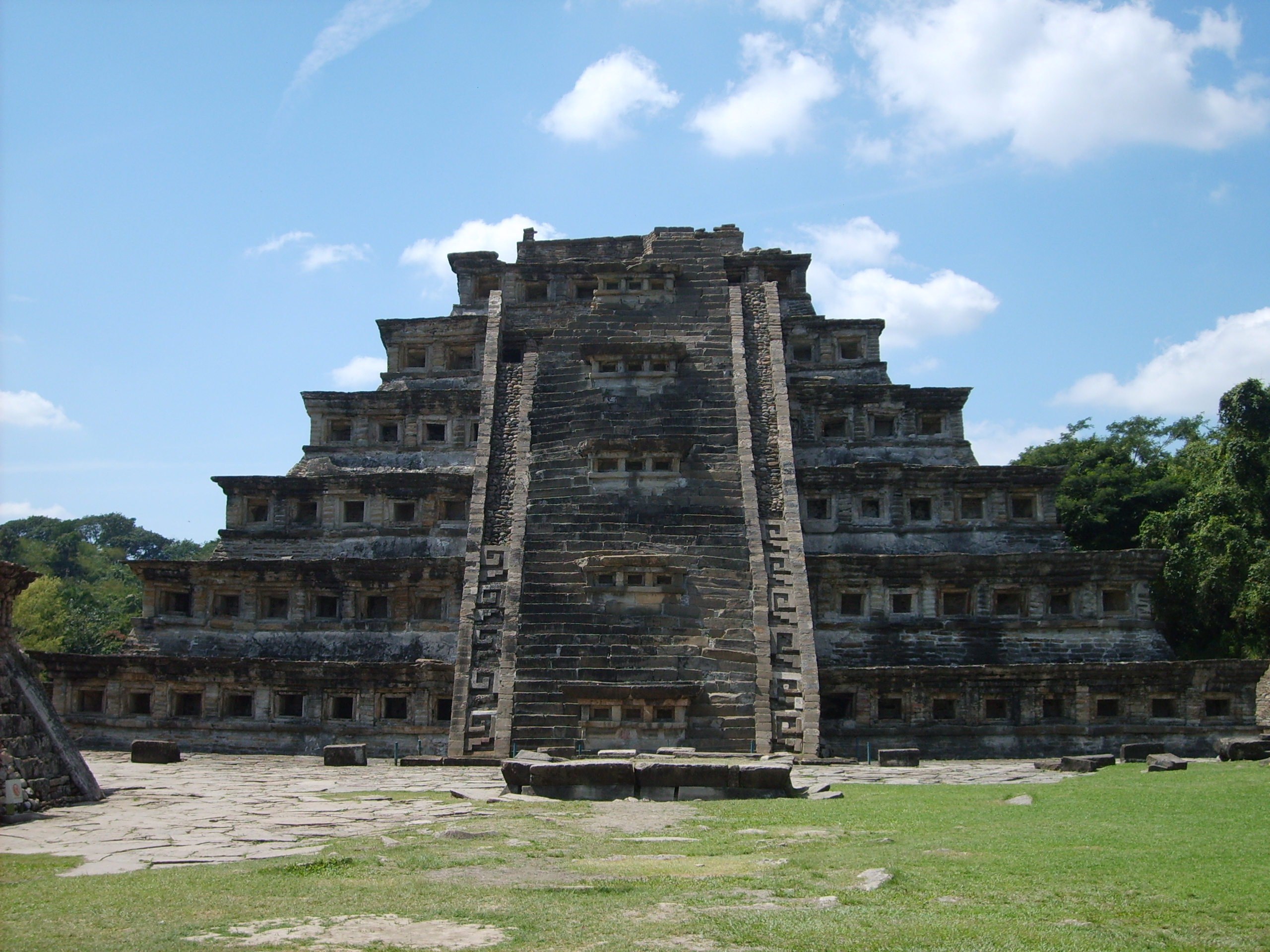
Ruínas de El Tajín, importante centro da cultura totonaca pré-colombiana, localizado em Papantla.

### Dialetos e línguas relacionadas
Atualmente, o totonaco é considerado parte de uma família linguística isolada, juntamente à língua tepehua: a família totonacana. Não se sabe se a família totonacana está relacionada com outras famílias mesoamericanas, pois a escassez de fontes a respeito das línguas que a compõem impossibilita o rastreamento de uma afiliação linguística longínqua com outras famílias da região. Apesar de não terem mais uma inteligibilidade mútua, o totonaco e o tepehua compartilham de uma grande variedade de vocábulos e estruturas.
Geralmente, é considerada a existência de pelo menos quatro variantes do totonaco, com a classificação podendo divergir para até 9, a depender do estudo. Essas variações são comumente chamadas de dialetos, apesar de nem todas serem inteligíveis entre si. O totonaco de Papantla é considerado um desses dialetos.

## Fonologia

### Vogais
|         | Anterior | Posterior |
| ------- | -------- | --------- |
| Fechada | i        | u         |
| Aberta  | a        |           |

O totonaco de Papantla possui três qualidades vocálicas, /a/, /i/ e /u/, que podem distinguir na duração, se tornando /a:/, /i:/ e /u:/. Além disso, cada uma dessas vogais, tanto curtas quanto longas, podem se tornar laringealizadas: /a̰/, /ḭ/, /ṵ/, /a̰:/, /ḭ:/ e /ṵ:/. Sendo assim, existem no total 12 fonemas vocálicos para a língua.
As vogais fechadas /i/, /i:/, /u/ e /u:/ se tornam abertas ao encontrarem /q/ ou /nq/ e, em menor frequência, ao estarem no final da palavra. Por exemplo, sikgna (banana) se pronuncia ['se:qna] e kgulu (velho) se pronuncia [qo:'lo].
As vogais curtas não laringealizadas /a/, /i/ e /u/ se tornam mudas no final da palavra ([ḁ], [i̥], [u̥]).

### Consoantes
|                     | Bilabial | Labiovelar | Alveolar | Palatal | Velar | Uvular |
| ------------------- | -------- | ---------- | -------- | ------- | ----- | ------ |
| Plosiva             | p        |            | t        |         | k     | q      |
| Africada            |          |            | t͡s tɬ    | t͡ɕ      |       |        |
| Nasal               | m        |            | n        |         |       |        |
| Fricativa           |          |            | s        | ɕ       | x     |        |
| Fricativa Lateral   |          |            | ɬ        |         |       |        |
| Aproximante         |          | w          |          | j       |       |        |
| Aproximante lateral |          |            | l        |         |       |        |

Existem 16 fonemas consonantais no totonaco de Papantla. Em alguns estudos, é considerado um 17º fonema /r/, que muitas vezes substituí o /l/ quando entre vogais. Em outros, o /r/ é visto como uma alofonia, provavelmente surgida de um empréstimo linguístico do espanhol.
As plosivas /p/, /t/, /k/, /q/ e as africadas /ts/, /tɕ/ e /tɬ/ se tornam vozeadas quando estão depois de consoantes nasais e às vezes entre duas vogais. Ou seja, se convertem em [b], [d], [g], [G], [dz], [d͡ʑ] e [dɮ], respectivamente.
O /q/ pode ser realizado como uma plosiva uvular surda ou uma fricativa uvular surda. Por exemplo, takgnu (chapéu) pode ser ['ta:qno] ou ['ta:χno].
O fonema /x/ é pronunciado como [x] antes de vogais e como [h] antes de consoantes ou estando no final da palavra.
/m/, /n/, /w/ e /j/ se tornam surdos no final da palavra ([m̥], [n̥], [w̥], [j̥]).
O /n/ é coarticulado com a consoante posterior. Assim, se torna [m] quando precede uma labial, [ɲ] quando precede uma alvéolo-palatal, [ŋ] quando precede uma velar e [ɴ] quando precede uma uvular.

### Fonotática
A estrutura de uma sílaba é formada por um ataque, seguido de uma rima. A rima se divide em duas partes: núcleo e coda. O núcleo é a parte da sílaba com maior intensidade e é obrigatória, já a coda, que sucede o núcleo, pode ou não existir. O ataque, também chamado de onset, antecede o núcleo e, assim como a coda, pode ou não estar presente. O ataque e a coda são compostos por consoantes, já o núcleo é geralmente constituído por vogal.
A formação silábica no totonaco de Papantla consiste em minimamente um núcleo vocálico — embora o estudo de Crescencio García Ramos considere que no totonaco haja consoantes silábicas como núcleo — e se estende até quatro consoantes. As possíveis formações são:
- V, VC, CV, CVC, VCC, CCV, CCVC, CVCC, CVCCC (V significa vogal e C significa consoante)

O estudo de Carolyn J. Mackay argumenta que o ataque é obrigatório na estrutura silábica mínima, com a inserção de uma oclusiva glotal sempre que o núcleo é iniciado somente com uma vogal, mas isso não é corroborado por outras fontes.

## Ortografia

### Alfabeto
A primeira iniciativa de se padronizar uma escrita para todas as variantes do totonaco ocorreu em 11 de abril de 1983, a partir de uma reunião com falantes nativos dos estados de Puebla e Veracruz e professores bilíngues. Houve outras oficinas ao longo dos anos para a atualização das normas da língua, tendo a mais recente ocorrido em 13 de dezembro de 2015. A seguir está uma representação dos grafemas do totonaco de Papantla:
| Latino | Fonema AFI           | Aproximação com o português                                                                    |
| ------ | -------------------- | ---------------------------------------------------------------------------------------------- |
| a      | /a/                  | caro                                                                                           |
| ch     | /t͡ɕ/                 | Běijīng (em mandarim); não há equivalente no português brasileiro                              |
| e      | /e/ (alofone de /i/) | dedo                                                                                           |
| i      | /i/                  | quis                                                                                           |
| j      | /x/                  | rio                                                                                            |
| k      | /k/                  | corpo                                                                                          |
| kg     | /q/                  | qit't (em árabe); como o /k/ em português mas mais no fundo da garganta                        |
| l      | /l/                  | escola                                                                                         |
| lh     | /ɬ/                  | llall (em galês); não há equivalente no português brasileiro                                   |
| m      | /m/                  | mato                                                                                           |
| n      | /n/                  | negócio                                                                                        |
| o      | /o/ (alofone de /u/) | dois                                                                                           |
| p      | /p/                  | pai                                                                                            |
| r      | /r/                  | perro (em espanhol); presente em alguns dialetos do português brasileiro                       |
| s      | /s/                  | sábado                                                                                         |
| t      | /t/                  | teorema                                                                                        |
| tl     | /tɬ/                 | āxōlōtl (em náuatle); não há equivalente no português brasileiro                               |
| ts     | /t͡s/                 | participante (falado rápido)                                                                   |
| u      | /u/                  | uva                                                                                            |
| w      | /w/                  | pueril                                                                                         |
| x      | /ɕ/                  | shio (em japonês); como o /ʃ/ em português mas falado com a ponta da língua no lugar da lâmina |
| y      | /j/                  | iogurte                                                                                        |

A consoante r ocorre somente em algumas palavras emprestadas do espanhol e em certas onomatopeias. Não existe um consenso se seu som pode ser considerado um fonema da língua ou apenas uma alofonia do /l/.
Alguns estudos, como o de Paulette Levy, utilizam a oclusiva glotal <'> ([ʔ]) como representação para as vogais laringealizadas, já outros consideram a presença de oclusivas glotais de forma fonêmica na língua.

### Acentuação
O totonaco de Papantla possui dois acentos: primário e secundário. O acento primário é contrastivo, isto é, sua utilização pode mudar o significado de uma palavra, já o secundário é de menor intensidade e não contrastivo.
Geralmente, eles recaem sobre a penúltima (paroxítona) ou última (oxítona) sílaba, ainda que hajam palavras com ênfase na antepenúltima (proparoxítona).
Na transcrição, serão acentuadas (‘) todas as palavras que tiverem maior intensidade na última e antepenúltima sílaba. As palavras com maior intensidade na penúltima sílaba não levam acento:
- Pupunú. “mar.” (oxítona)
- Wápapa. “sapo.” (proparoxítona)
- Statu. “estrela.” (paroxítona)

Palavras monossílabas não são acentuadas:
- Chi. “hoje.”

## Gramática

### Pronomes
Os pronomes em totonaco de Papantla se dividem em pessoais, possessivos, demonstrativos, interrogativos e indefinidos.

#### Pessoais
Os pronomes pessoais são substitutos da pessoa e sua função é essencialmente actancial.
|          | 1ª                                              | 2ª          | 3ª                    |
| -------- | ----------------------------------------------- | ----------- | --------------------- |
| singular | akit (eu)                                       | wix (tu)    | wa / xla (ele ou ela) |
| plural   | akín (nós - exclusivo) akinín (nós - inclusivo) | wixín (vós) | xlakán (eles ou elas) |

- O vocábulo wa cumpre a função de pronome e em algumas ocasiões, responde perguntas[18]. Exemplo:

— ¿Tiku ama skuja?. (quem vai trabalhar?)
— Wa. (ele/ela)

#### Possessivos
Os pronomes possessivos se constroem a partir de afixos que marcam o possessor, aos quais se acrescenta o genitivo -la-.
|          | 1ª                                                        | 2ª              | 3ª                       |
| -------- | --------------------------------------------------------- | --------------- | ------------------------ |
| singular | kilá (meu)                                                | milá (teu)      | ixlá (dele ou dela)      |
| plural   | kilakán (nosso - exclusivo) kilakanin (nosso - inclusivo) | milakán (vosso) | ixlakán (deles ou delas) |

- A pluralização do possessor se dá pelo sufixo -kan em todas as pessoas, exceto para o inclusivo, que se dá pelo sufixo -kanin[24].

#### Demonstrativos
Os pronomes demonstrativos indicam a proximidade de algo em relação ao falante ou ouvinte.
| Pronome    | Tradução         |
| ---------- | ---------------- |
| ja'e / umá | este ou esta     |
| namá       | esse ou essa     |
| amá        | aquele ou aquela |

#### Interrogativos
Os pronomes interrogativos são utilizados para formular perguntas.
| Pronome             | Tradução |
| ------------------- | -------- |
| ¿tiku?              | quem?    |
| ¿niku?              | onde?    |
| ¿tuku?              | o quê?   |
| ¿xniku?             | quando?  |
| ¿nikulá?            | quanto?  |
| ¿wana? / ¿wanchi?   | por quê? |
| ¿nikulá? / ¿lantla? | como?    |
| ¿neje? / ¿nikumá?   | qual?    |

#### Indefinidos
Os pronomes indefinidos aparecem no discurso de modo vago, impreciso ou genérico.
| Pronome                           | Tradução       |
| --------------------------------- | -------------- |
| tsankgatí / wití / wintí / witiku | alguém         |
| tsankgatú / witú / wituku         | algo           |
| tsankganí / wintániku / wini      | em algum lugar |
| tsankgaxní / xalán / xamakgtúm    | algum dia      |

### Substantivos
Os substantivos em totonaco de Papantla não se flexionam em gênero, salvo os casos em que a própria significação da palavra é masculina ou feminina. Também não há uma flexão de número, pois a marcação do plural geralmente se dá pelo verbo ou complementos que o acompanham. Quanto a sua forma, os substantivos podem ser simples ou compostos.

#### Compostos
Os substantivos compostos são formados por duas ou mais raízes de outras palavras que, ao se unirem, geram outro substantivo com significado próprio.
| Base léxica simples | Base léxica simples | Palavra composta               |
| ------------------- | ------------------- | ------------------------------ |
| kiwi “árvore”       | paxni “porco”       | kiwípaxni “javali”             |
| pakglhcha “tomate”  | pin “pimenta”       | pakglhchapin “molho de tomate” |

Outra forma de representar esses substantivos seria unindo um adjetivo e um substantivo, por exemplo:
- xkuta (azedo) + laxix (laranja) = xkutalaxix (laranja-azeda)

### Prefixos
O totonaco de Papantla é uma língua altamente aglutinada. Isso significa que frequentemente ocorre a junção de raízes de palavras diferentes e também de afixos para formar novas palavras. Esses morfemas, incluindo as raízes, normalmente consistem em uma única sílaba.
Existem diversos afixos para a descrição de partes do corpo, cheiros, pessoas, formatos, entre outros. A ocorrência dessas junções se encontra mais na formação de verbos, mas também se dá nos substantivos, numerais, adjetivos e advérbios. Exemplos:
- Em verbos:

akga “orelha”
akgawanán → “ele escuta/ele entende”
- Em substantivos:

lakán “rosto”
lakapún → (rosto + centro) “testa”
- Em numerais:

cha “humano”
“chatúm músico” → (humano + um) “um musicista”
- Em adjetivos:

ti “linha reta”
tilanka → (linha reta + grande) “largo” (para algo contínuo, como uma estrada)
- Em advérbios:

ak “cabeça”
akxtúm → (cabeça + um) “igualmente, identicamente, junto”

### Verbos
Os verbos em totonaco de Papantla se distinguem em tempo, número, pessoa, aspecto e modo. Geralmente, essas distinções são indicadas por afixos adicionados ao verbo.

#### Tempo
Na língua existem três tempos verbais: passado, presente e futuro. A seguir estão retratadas as formações simples desses tempo verbais:
- O presente não possui nenhum tipo de marcação, em contrapartida com o passado e o futuro, nos quais é possível observar prefixos;
- O passado é marcado pelo prefixo x- ou xa- (aparecimento uma vogal de apoio antecedendo o índice pessoal de primeira pessoa);
- O futuro é marcado pelo prefixo na-.

#### Conjugações
O totonaco de Papantla há três classes de conjugações verbais, determinadas pela forma fonológica da base:
- A primeira conjugação inclui os verbos que na terceira pessoa do presente possuem base terminada em vogal.
- A segunda conjugação inclui os verbos que na terceira pessoa do presente possuem base terminada em consoante distinta de n.
- A terceira conjugação inclui os verbos que na terceira pessoa do presente possuem base terminada em n.

#### Modo
O totonaco de Papantla conta com três modos verbais: indicativo, imperativo e subjuntivo, formados pela adição de afixos na raiz verbal.
O modo indicativo exprime uma ação verdadeira e real, em que o falante demonstra certeza e segurança em sua posição, relatando a ação com precisão. Segundo Herman Pedro Aschmann, os tempos do indicativo no totonaco de Papantla incluem presente, futuro, pretérito imperfeito, pretérito perfeito simples, pretérito perfeito composto, pretérito mais-que-perfeito. A seguir estão os afixos para cada tempo, na primeira conjugação:
| Prefixos | Sufixos |
| -------- | ------- |
| k-       | -ya     |
| ta-      | -yatit  |

| Prefixos | Sufixos |
| -------- | ------- |
| nak-     | -ya     |
| na-      | -yatit  |
| nata-    |         |

| Prefixos | Sufixos |
| -------- | ------- |
| xak-     | -ya     |
| ix-      | -yatit  |

| Prefixos | Sufixos |
| -------- | ------- |
| k-       | -lh     |
| ta-      | -tit    |

| Prefixos | Sufixos  |
| -------- | -------- |
| k-       | -nit     |
| ta-      | -nita    |
|          | nitau    |
|          | nitantit |

| Prefixos | Sufixos  |
| -------- | -------- |
| xak-     | -nit     |
| ix-      | -nita    |
|          | -nitau   |
|          | nitantit |

No totonaco de Papantla, o imperativo e subjuntivo não fazem distinção, portanto, há apenas uma forma para os dois. A seguir estão os afixos para o tempo imperativo-subjuntivo, na primeira conjugação:
| Prefixos | Sufixos |
| -------- | ------- |
| kak-     | -lh     |
| ka-      | -tut    |
| kata-    |         |

O modo contínuo indica uma ação que está em andamento. Os tempos contínuos do totonaco de Papantla são o presente circunstancial e o imperfeito circunstancial. A seguir estão os afixos para cada tempo, na primeira conjugação:
| Prefixos | Sufixos   |
| -------- | --------- |
| k-       | -ma       |
| ta-      | -pat      |
|          | -manau    |
|          | -panantit |
|          | -mana     |

| Prefixos | Sufixos   |
| -------- | --------- |
| xak-     | -ma       |
| ix-      | -pat      |
| ixta-    | -manau    |
|          | -panantit |
|          | -mana     |

#### Aspectos
No totonaco de papantla, observa-se três aspectos: completivo, perfectivo e imperfectivo.
Para formar o completivo, o sufixo -lh é adicionado às raízes de verbos da primeira conjugação; um i aparece como vogal de apoio em verbos da segunda conjugação, formando -lhi; nas raízes da terceira conjugação o n é removido, passando a seguir as raízes da primeira conjugação.
Para formar o perfectivo, adiciona-se o sufixo -nita às raízes dos verbos, que também pode aparecer como -nit e -nitan.
Para formar o imperfectivo, utiliza-se o sufixo -ma nas raízes dos verbos, exceto para os da segunda pessoa (como sujeito), que se tornam -pa; nos verbos da terceira conjugação, o n final se torna m, e a consequente junção mm pode ser reduzida a m em alguns casos.

#### Actantes
Os actantes são os participantes do processo verbal. No totonaco de Papantla, eles são marcados no verbo por afixos pronominais: o índice pessoal de Primeiro Actante (S) corresponde à função de sujeito, enquanto que o de índice pessoal de Segundo Actante (O) corresponde à função de objeto.
|          | 1ª | 1ª + 2ª | 1ª + 3ª | 2ª   | 3ª    |
| -------- | -- | ------- | ------- | ---- | ----- |
| singular | k- |         |         | -t   |       |
| plural   |    | -w      | k- -w   | -tit | -kgu- |

|          | 1ª  | 1ª + 2ª   | 1ª + 3ª | 2ª     | 3ª  |
| -------- | --- | --------- | ------- | ------ | --- |
| singular | ki- |           |         | -n     |     |
| plural   |     | ki-ka- -n | ki-ka   | ka- -n | ka- |

### Sentença

#### Ordem da frase
As frases em totonaco de Papantla seguem a ordem SVO, ou seja, sujeito-verbo-objeto. Além disso, na língua existem dois tipos de enunciados simples, a partir da forma do predicado: nominais e verbais.

#### Frases nominais
A frase nominal não apresenta verbos em sua estrutura. Portanto, o predicado pode ser composto por substantivo, pronome, adjetivo, locativo e quantificador:
- Akit tsumat. → “eu sou uma garota”. (literalmente: eu garota)
- palhka stilili. → ”o comal é redondo”. (literalmente: comal redondo)

#### Frases verbais
Já na frase verbal, o verbo é um constituinte importante do predicado, podendo também compor sozinho o enunciado. As sentenças verbo nominais no totonaco de Papantla possuem obrigatoriamente:
1. Uma raiz verbal;
2. Índices pessoais que marcam os actantes.
Exemplo: o prefixo k- e o sufixo -tit são marcações no verbo para indicar a 1° pessoa do singular e 2° pessoa do plural, respectivamente;
3. Uma marca aspecto-temporal.
- Lhkuyat namisa. → “o fogo se apaga”.

## Vocabulário

### Numeração
Os números de um a vinte não são propriamente palavras completas e sim partículas. Para completar seu sentido, é preciso adicionar prefixos às partículas, que podem representar formatos, partes do corpo, entre outros. De vinte para cima não se utilizam os prefixos e a utilização no vinte é opcional. A seguir estão algumas nomeações de números, sem prefixo:
| -tum     | um     |
| -tuy     | dois   |
| -tutu    | três   |
| -tati    | quatro |
| -kitsis  | cinco  |
| -chaxán  | seis   |
| -tujún   | sete   |
| -tsayán  | oito   |
| -najatsa | nove   |
| -kaw     | dez    |

De onze a dezenove os numerais são formados pela base dez seguidos dos números das unidades, com interferências morfofonológicas:
| kawitu → dez - i(ligação) - um(perda do m em tum) | onze      |
| kutuy → kaw se reduz a ku                         | doze      |
| kututu                                            | treze     |
| kutati                                            | quatorze  |
| kukitsis                                          | quinze    |
| kuchaxán                                          | dezesseis |
| kutujún                                           | dezessete |
| kutsayán                                          | dezoito   |
| kunajatsa                                         | dezenove  |

- Puxam → vinte

De vinte e um a trinta e nove, os numerais são formados pela base vinte e um -a que serve como uma ligação entre as dezenas e as unidades:
| puxamatúm       | vinte e um       |
| puxamatuy       | vinte e dois     |
| …               | …                |
| puxamakáw       | trinta → 20 + 10 |
| puxamakawitu    | trinta e um      |
| puxamakutuy     | trinta e dois    |
| …               | …                |
| puxamakunajatsa | trinta e nove    |

- Tipuxam → quarenta → 2 x 20 (tuy se reduz a ti)

…
- Tipuxamakáw → cinquenta → 2 x 20 + 10

…
- Tutupuxám → sessenta → 3 x 20

…
- Tutupuxamakáw → setenta → 3 x 20 + 10
- Tutupuxamakutum → setenta e um → 3 x 20 + 11 (kawitu se reduz a kutu e o m volta a aparecer)

…
- Tatipuxam → oitenta → 4 x 20

…
- Tatipuxamakaw → noventa → 4 x 20 + 10
- Tatipuxamakutum → noventa e um → 4 x 20 + 11

A partir do 100, utiliza-se novamente os prefixos:
- -Túm ciento → cem → 1 - 100 (ciento é um empréstimo do espanhol)
- -Túm ciento -túm → cem → 1 - 100 - 1

…
- -Tum mil → mil → 1 - 1000 (mil é um empréstimo do espanhol)